# Qafzezi
Qafzezi – wieś położona w południowo-wschodniej części Albanii w gminie Mollas. Wieś znajduje się 121 kilometrów od stolicy państwa, Tirany.